# Леньи
Леньи́ (фр. Laigny) — коммуна во Франции, находится в регионе Пикардия. Департамент коммуны — Эна. Входит в состав кантона Вервен. Округ коммуны — Вервен.
Код INSEE коммуны — 02401.

## Население
Население коммуны на 2010 год составляло 220 человек.
| 1962 | 1968 | 1975 | 1982 | 1990 | 1999 | 2010 |
| ---- | ---- | ---- | ---- | ---- | ---- | ---- |
| 311  | 287  | 247  | 249  | 258  | 221  | 220  |

## Экономика
В 2010 году среди 137 человек трудоспособного возраста (15—64 лет) 99 были экономически активными, 38 — неактивными (показатель активности — 72,3 %, в 1999 году было 71,4 %). Из 99 активных жителей работали 82 человека (54 мужчины и 28 женщин), безработных было 17 (10 мужчин и 7 женщин). Среди 38 неактивных 12 человек были учениками или студентами, 13 — пенсионерами, 13 были неактивными по другим причинам.